# Kölner Rudergesellschaft 1891

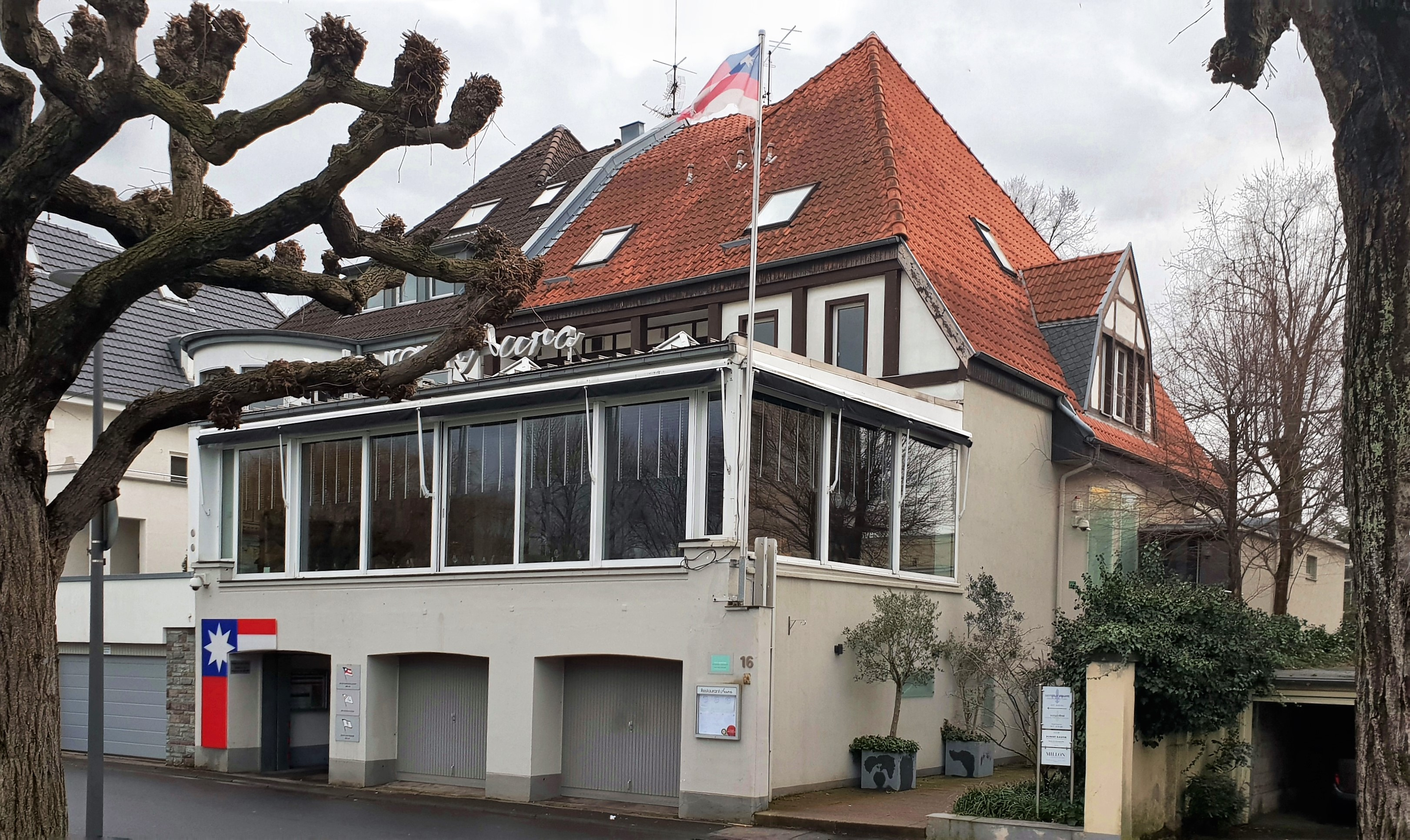
Siedziba klubu przy Renie na południu Kolonii w dzielnicy Rodenkirchen.

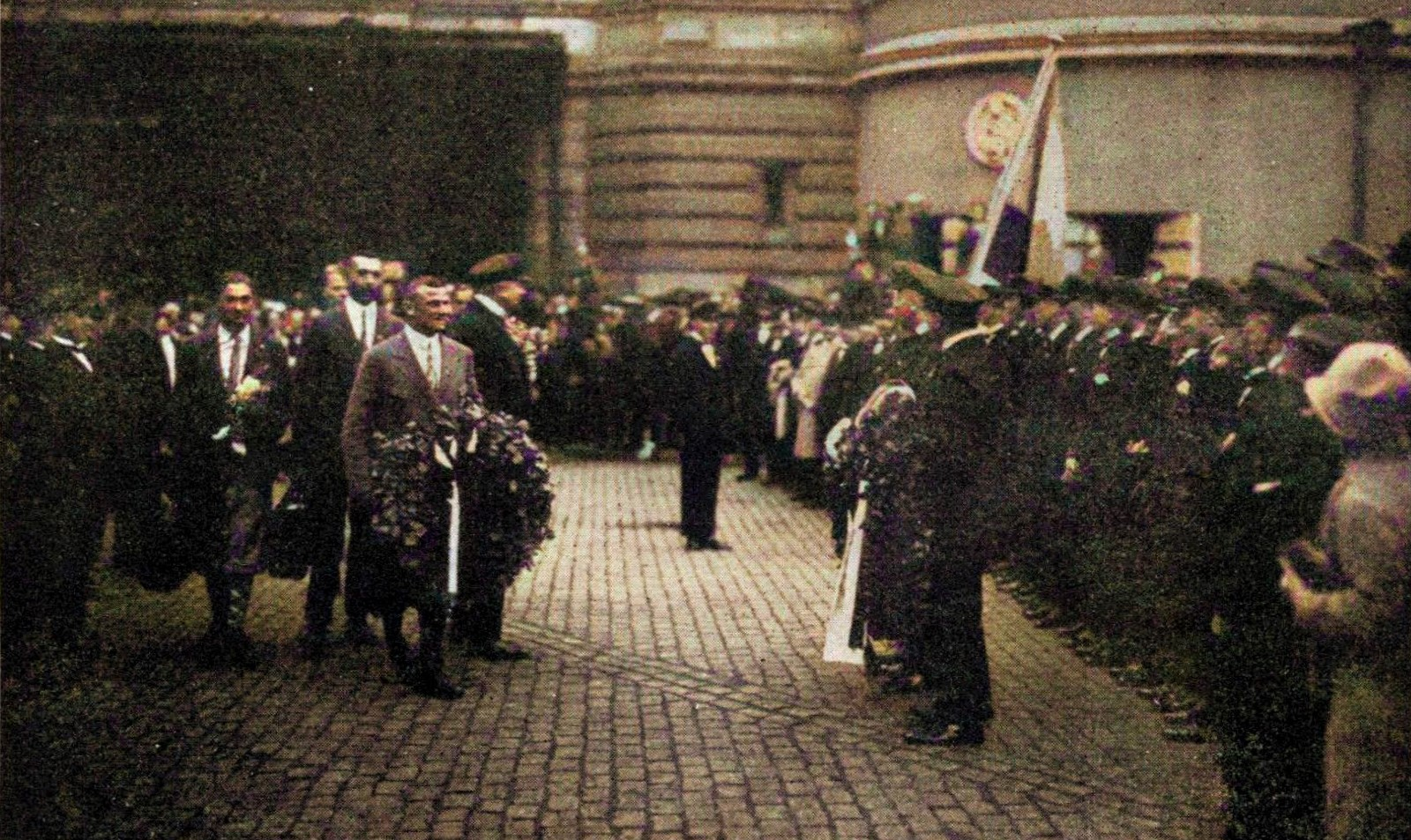
Zwycięzcy mistrzostw niemieckich w 1927 roku po powrocie do Kolonii.

Kölner Rudergesellschaft 1891 (pol. Kolońskie Towarzystwo Wioślarskie 1891) – niemiecki klub wioślarski z Kolonii założony w 1891 roku.

## Historia
Klub został założony przez byłego pływaka Bernharda Potthasta, który wyjątkowo rekrutował swoich kolegów klubowych szczególnie ze środowiska robotników i rzemieślników. Jednym z założycieli był malarz Conrad Ahl. Klub w roku 1898 miał około 20 aktywnych wioślarzy, kiedy został przyjęty do Niemieckiego Związku Wioślarskiego. Dziesięć lat później klub liczył ponad sto członków. Już w 1906 roku, pod kierownictwem Juppa Krülla, najlepszego zawodnika, klub odniósł pierwsze sukcesy sportowe.
Po I wojnie światowej, w której wielu członków straciło życie lub uciekło z Kolonii, pod przewodnictwem Adolfa Küasa, został zakupiony dawny zakład kąpielowy, całkowicie przebudowany i wyposażony kręgielnią oraz salą balową. Od 1925 roku klub utrzymywał nawet własną orkiestrę i wokalistów, aby zapewnić atmosferę podczas spotkań klubowych. W tym czasie klub był nie tylko właścicielem największej siedziby wioślarskiej w Niemczech, ale także, po raz pierwszy, mógł zatrudnić własnego trenera, Gustava Gehrmanna, który gruntownie zmodernizował sprzęt.
Pod nowym kierunkiem sportowym klub odniósł liczne zwycięstwa w różnych klasach na regatach do 1928 roku, awansując wraz z klubami z Berlina i Moguncji do wiodących klubów wioślarskich okresu międzywojennego. W 1925 roku po raz pierwszy zwyciężył klub w tak zwanym Kölner Stadtachter, regacie regionalnej wszystkich klubów wioślarskich z siedzibą w Zatoce Kolońskiej. W tym samym roku uczniowie różnych szkół w Kolonii utworzyli pierwszy zespół szkolny, dla którego ochrzczono dwie nowe łodzie wyścigowe w obecności ówczesnego burmistrza Konrada Adenauera. Kobiety, które działały w klubie, od 1910 roku również w 1927 roku założyły własny zespół pod kierownictwem Emmy Rockstroh. Podsumowując, klub przeżywał największe sukcesy w wyścigach w boomie gospodarczym złotych lat dwudziestych. Klub zdobył srebrny puchar na mistrzostwach Niemiec w Hanowerze w 1925 roku, podczas gdy zwycięstwo świętowano na mistrzostwach Niemiec w Schweinfurcie w następnym roku. Ósemka klubu zajęła drugie miejsce w swojej dyscyplinie w tym samym roku. Ogólne zwycięstwo mistrzostw Niemiec, a wraz z nim złoty medal, klub wygrał w Schwerinie w 1927 roku. Rok później klub przeoczył kwalifikację do Igrzysk Olimpijskich w Amsterdamie.
Światowy kryzys gospodarczy zakończył sportowe sukcesy klubu. Brakowało środków na nowy materiał, wynagrodzenia instruktorów i pilną renowację budynków. W 1931 roku klub musiał sprzedać dużą część swoich nieruchomości i przeniósł się do prowizorycznego baraku.
Podczas II wojny światowej siedziba klubu padła ofiarą bombardowań. Ponadto klub stracił swoich aktywnych wioślarzy na frontach wojennych. W 1945 roku klub został także tymczasowo zbanowany przez aliantów na mocy statutu okupacyjnego. Jednak w latach powojennych klub pod przewodnictwem Juppa Zorna szybko przywrócił życie swoje i ponownie zatrudniono własnych trenerów. Nowe warunki przyniosły klubie od 1954 do 1999 roku mnóstwo zwycięstw w mistrzostwach Niemiec. Przede wszystkim od 1970 roku klub koncentrował się na promowaniu młodych talentów. Szczególnie pod opieką znanego trenera Helmuta Lohbecka, w ciągu ponad trzech dekad klub zdobył prawie tysiąc medali w wyścigach na regatach w Niemczech i za granicą. W 1992 roku klub otrzymał odznakę sportową, tak zwaną Sportplakette des Bundespräsidenten, przez ówczesnego prezydenta Niemiec Richarda von Weizsäckera za szczególne zasługi w utrzymaniu i rozwoju wioślarstwa w Niemczech. Oprócz tego z okazji rocznicy istnienia klubu w 2016 roku po raz pierwszy zorganizowano lokalną regatę Kölnvierer dla drużyn ze wszystkich klubów wioślarskich w Kolonii.
Znani członkowie klubu byli lub są między innymi były minister Clemens Schorlemer-Lieser (1856–1922), były poseł Heinrich Schmitz (1909–1991) i filolog klasyczny Georg Petzl (ur. 1941).